# イヤーズ・アンド・イヤーズ
イヤーズ・アンド・イヤーズ（Years & Years）は、イギリスのエレクトロ・ポップ・バンド。2010年の結成当時は5人組だったが、2013年にオリー・アレクサンダー、ミキー・ゴールドスワシー、エムレ・タークメンの3人組となり、2021年よりアレクサンダーのソロプロジェクトとなった。活動期間中、アルバム2作が全英1位を獲得し、残る1枚も3位を記録。複数のシングルがプラチナセールスを記録した。ブリット・アワードでは6部門にノミネートされ、さらに他の音楽賞をいくつも受賞した。2023年に解散を発表し、2024年にはオリー・アレクサンダー名義で初のソロシングルをリリースした。

## 音楽性
音楽は、エレクトロポップにR&Bや90年代ハウスがミックスされたもの。フライング・ロータス、ディプロ、 レディオヘッドや、ジェイ・ポール の影響を受ける。

## メンバー
在籍中のメンバー
- オリー・アレクサンダー（Olly Alexander） – ボーカル、キーボード（2010年 - ）

旧メンバー
- ミキー・ゴールドスワシー（Mikey Goldsworthy） – ベース（2010年 - 2021年）
- エムレ・タークメン（Emre Türkmen） – シンセサイザー（2010年 - 2021年）
- ノエル・リーマン（Noel Leeman） – キーボード（2010年 - 2013年）
- オリビエ・サブリア（Olivier Subria） - ドラムス（2010年 - 2013年）

## ディスコグラフィー

### アルバム
| 年   | タイトル   | アルバム詳細 | チャート最高位 | チャート最高位 | チャート最高位 | チャート最高位 | チャート最高位 | チャート最高位 | チャート最高位 | チャート最高位 | チャート最高位 | チャート最高位 | 認定                           |
| 年   | タイトル   | アルバム詳細 | UK             | AUS            | CAN            | DEN            | GER            | IRE            | NLD            | SWE            | SWI            | US             | 認定                           |
| ---- | ---------- | --- | -------------- | -------------- | -------------- | -------------- | -------------- | -------------- | -------------- | -------------- | -------------- | -------------- | ------------------------------ |
| 2015 | Communion  | - 発売日: 2015年7月10日 - レーベル: Polydor, Interscope - フォーマット: CD, LP, digital download - 全英売上: 30万枚 | 1              | 5              | 8              | 7              | 16             | 1              | 5              | 6              | 5              | 47             | - UK: プラチナ - SWE: ゴールド |
| 2018 | Palo Santo | - 発売日: 2018年7月6日 - レーベル: Polydor - フォーマット: CD,LP,digital download - 全英売上:                       | 3              | 26             | 52             | 22             | 27             | 7              | 14             | 38             | 15             | 75             | - UK: ゴールド                 |
| 2022 | Night Call | - 発売日: 2022年1月7日 - レーベル: Polydor - フォーマット: - 全英売上:                                              | 1              | 88             | -              | -              | 46             | 19             | -              | -              | -              | -              |                                |

### EP盤
- Traps
発売日:2013年9月9日
レーベル:キツネ・フランス
- Real
発売日:2014年2月17日
レーベル:キツネ・フランス
- Take Shelter
発売日:2014年8月
レーベル:コペンハーゲン・レコード/ポリドール
- 'Y&Y
発売日:2015年2月3日
レーベル:コペンハーゲン・レコード/ポリドール

### シングル
- "I Wish I Knew" (2012)
- "Traps" (2013)
- "Take shelter" (2014)
- "Desire" (2014)
- "King" (2015)
- "Shine" (2015)
- "Eyes Shut" (2015)
- "Desire (feat. Tove Lo)" (2016)
- "Worship" (2016)
- "Meteorite" (2017)
- "Sanctify" (2018)
- "If You're Over Me" (2018)
- "All for You" (2018)
- "Play" (2018)
- "Valentino" (2019)
- "It's a Sin" (2021)
- "Starstruck" (2021)
- "Crave" (2021)
- "Sweet Talker" (2021)
- "Sooner or Later" (2022)
- "100% Pure Love" (2022)

### 参加作品
- ”Sunlight”(The magician featuring Years & Years) (2014)
- ”Illuminate”(Tourist featuring Years & Years) (2014)
- ”Dreamland” (Pet Shop Boys featuring Years & Years) (2019)
- “A Second to Midnight“ (Kylie Minogue and Years & Years) (2021)

## 受賞・ノミネート

### 2014年
- ポップ・ジャスティス
  - 2014年ポップ・ジャスティス20ポンドミュージック賞選抜候補 [22]
  - ”Take Shelter”
- BPI
  - クリティックス・チョイス・アワード 選抜候補[23]

### 2015年
- BBC
  - BBCサウンド・オブ・2015 受賞[24]
- MTV
  - MTV ブランド・ニュー・フォー2015ノミネート[25]